# سيدي راشد
سيدي راشد هي إحدى بلديات ولاية تيبازة. يحدها من الشمال كل من بلدية عين تقورايت وتيبازة ومن الجنوب بلدية أحمر العين وبورقيقة ومن الناحية الشرقية الحطاطبة ومن الناحية الغربية بلدية حجوط، تتميز بلدية بالضريح الموريطاني الواقع بها تبعد البلدية عن تيبازة بحوالي 9 كم كما تبعد عن الجزائر العاصمة ب 70 كم